# اوراتوریوی نوئل

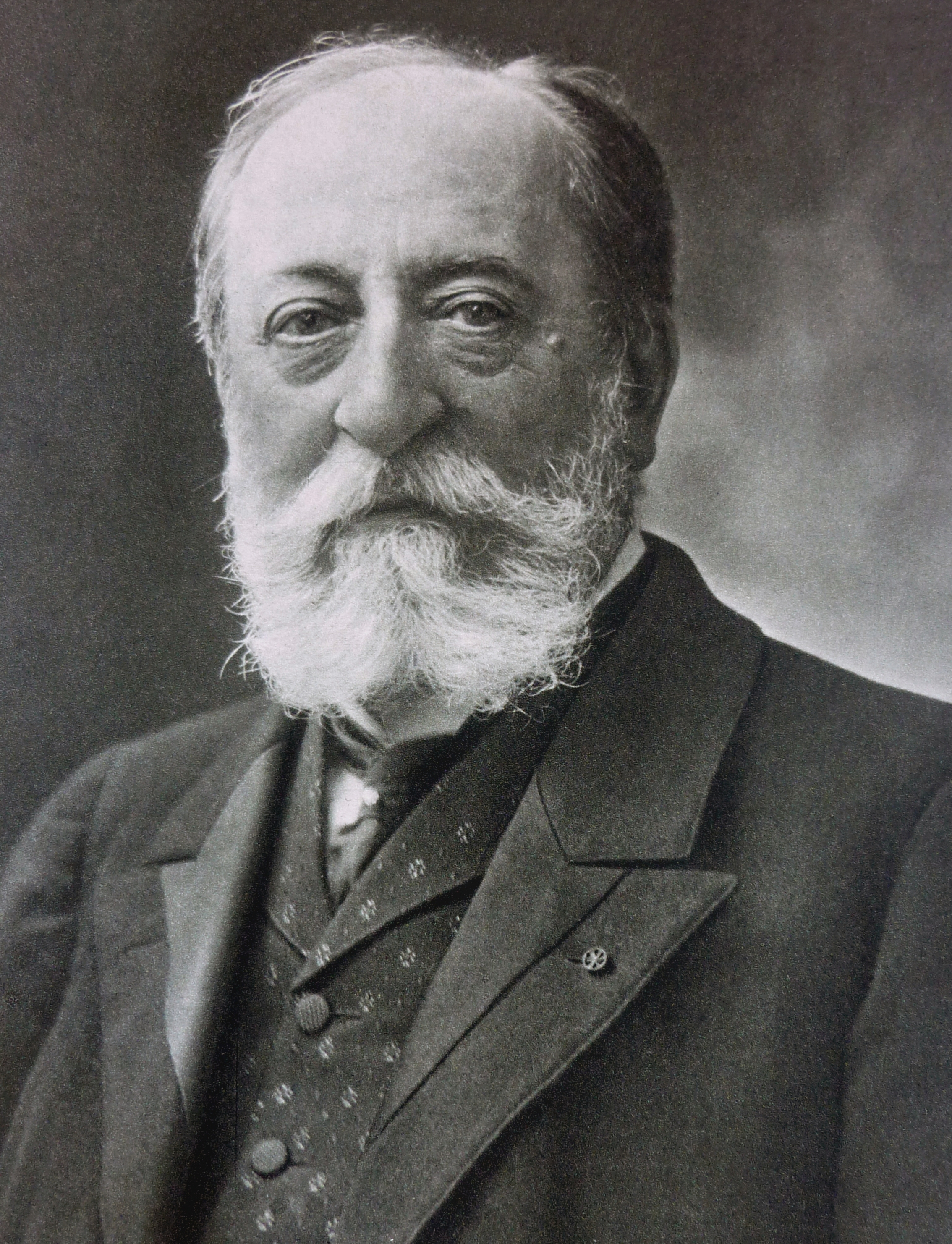
کامی سن-سانس، سازندهء «اوراتوریوی نوئل»

اوراتوریوی نوئل (Oratorio de Noël) یکی از ساخته‌های کامی سن-سانس، آهنگساز فرانسوی در دوره رومانتیک است. این اثر به نام اوراتوریوی کریسمس هم شناخته می‌شود.
سن-سانس حدود ده روز صرف ساخت این اثر کرد. اوراتوریو در کریسمس 1858 برای نخستین بار اجرا شد.
این کار برای تکخوان‌ها، آواز گروهی و سازهای زهی، ارگ و چنگ نوشته شده است.